# Salles-sous-Bois
Salles-sous-Bois – miejscowość i gmina we Francji, w regionie Owernia-Rodan-Alpy, w departamencie Drôme.
Według danych na rok 1990 gminę zamieszkiwało 146 osób, a gęstość zaludnienia wynosiła 15 osób/km² (wśród 2880 gmin regionu Rodan-Alpy Salles-sous-Bois plasuje się na 1476. miejscu pod względem liczby ludności, natomiast pod względem powierzchni na miejscu 1142.).